# Chuyến bay Aerosucre 157
Chuyến bay Aerosucre 157 là một chuyến bay chở hàng nội địa do hãng hàng không vận chuyển hàng hóa AeroSucre của Colombia vận hành bằng máy bay Boeing 727-200. Vào ngày 20 tháng 12 năm 2016, máy bay gặp sự cố ngay sau khi cất cánh từ Sân bay Germán Olano ở Puerto Carreño, Colombia, trên chuyến bay đến Bogotá. Máy bay bay vượt qua phần cuối của đường băng, va vào hàng rào và các chướng ngại vật khác trước khi bay lên không trung, nhưng mất kiểm soát và bị rơi sau đó khoảng hai phút và cách sân bay 4 hải lý (4,6 mi; 7,4 km). Trong số sáu người trên máy bay, chỉ một người sống sót.
Cuộc điều tra sau đó cho thấy một số nguyên nhân, bao gồm trọng lượng cất cánh vượt quá mức tối đa cho phép, kỹ thuật cất cánh không chính xác và gió đuôi nhẹ dẫn đến việc máy bay không thể tiếp đất trong chiều dài đường băng có sẵn.